# Пляж
Пляж (от фр. plage — отлогий морской берег) — относительно ровная поверхность берега водоёма, образованная его денудацией под действием воды и ветра. Пляж образуется в результате аккумуляции наносов.
Также пляж — это пляжная зона или прибрежная зона, специально предназначенная для купания.

## Виды пляжей

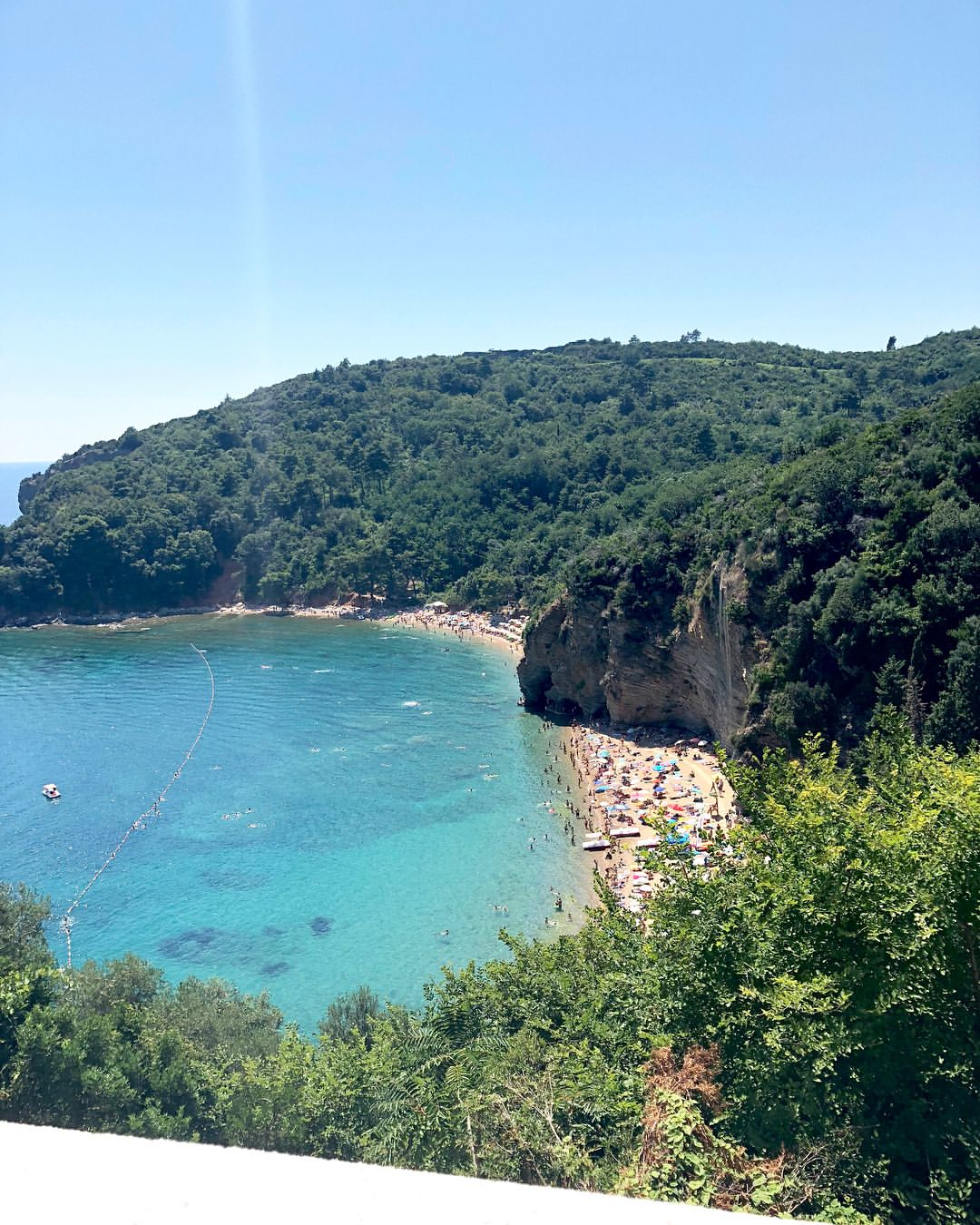
Пляж в Будве, Черногория

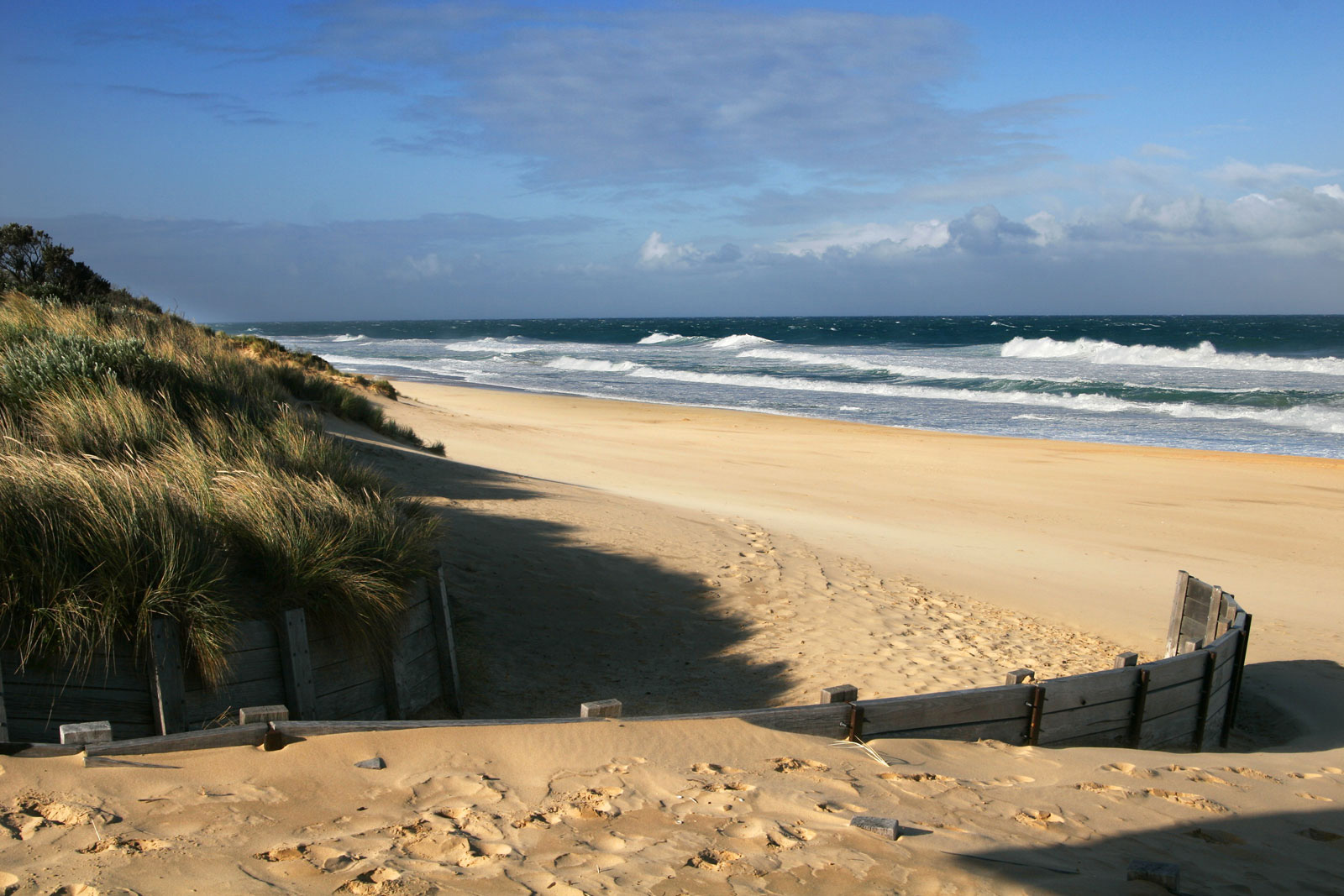
90-мильный пляж в Лейкс-Энтранс, штат Виктория, Австралия

По составу поверхностного слоя пляжи разделяют на песчаные, песчано-ракушечные, галечные, а также валунные, гравийные, коралловые и другие.
- Поверхностный слой песчаного пляжа на суше и частично в воде состоит из песка.
- Поверхностный слой песчано-ракушечного пляжа состоит из мелких ракушек и песка, получившегося в результате разрушения раковин волнами. Пример — пляжи Керченского полуострова (Казантипский залив).
- Поверхностный слой галечного пляжа состоит из гальки.

### Речной пляж

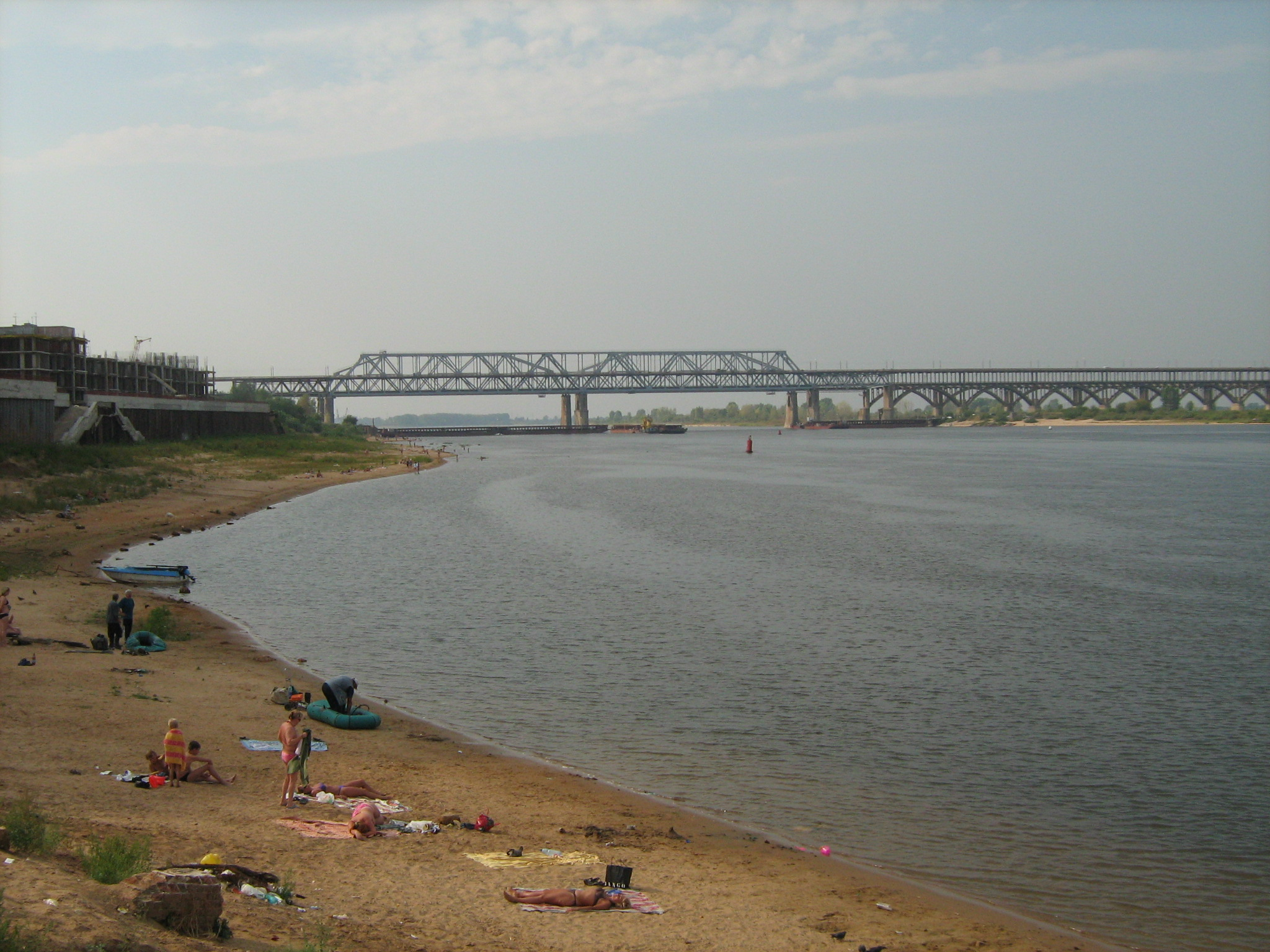
На правом берегу Волги ниже Борского моста

Речной пляж — скопление наносов на выпуклом берегу реки.
Пляж образуется на выпуклом берегу реки (излучины) обычно при меандрировании. В межень пляжи обсыхают. Напротив пляжа, у противоположного берега реки обычно находится относительно глубокий плёс. Выше и ниже пляжа часто располагаются перекаты.
В отличие от побочней пляжи не смещаются вниз по реке, а обычно увеличивают свои размеры, так как пляжи являются зонами аккумуляции (отложения) наносов. В некоторых случаях пляжи уменьшаются или незначительно меняют свои размеры. При других типах русловых процессов пляжи образуются только в отдельных местах.

## Использование
Пляжи, предназначенные для массового отдыха, купания и загара, в ряде случаев снабжаются соответствующим оборудованием (шезлонги, зонты, раздевалки, души и туалеты), вследствие чего такой пляж называется «культурным» в отличие от пляжа «дикого», на котором природа в известной степени сохраняет свой первозданный вид.
На крупных пляжах часто бывает нанятый охранник, который следит за тем, как те, кто находится на пляже, не тонули. Поскольку очистка пляжа и поддержка удовлетворительного санитарного состояния требует определённых затрат, вход на некоторые пляжи является платным или же вход на них ограничивается определённым контингентом авторизованных лиц.
Пляжи являются частью традиционной южной туристической культуры, пляжный отдых проводится по всему миру. Районы, расположенные рядом с основными пляжами, очень популярны для строительства отелей.
Некоторые пляжи служат местом отдыха натуристов, предпочитающих находиться там обнажёнными; такие пляжи называют нудистскими. Существуют также пляжи «топлес», на которых женщины находятся без верхней части купальника. Существуют также специальные пляжи для собак, где люди могут отдыхать вместе со своими любимцами.

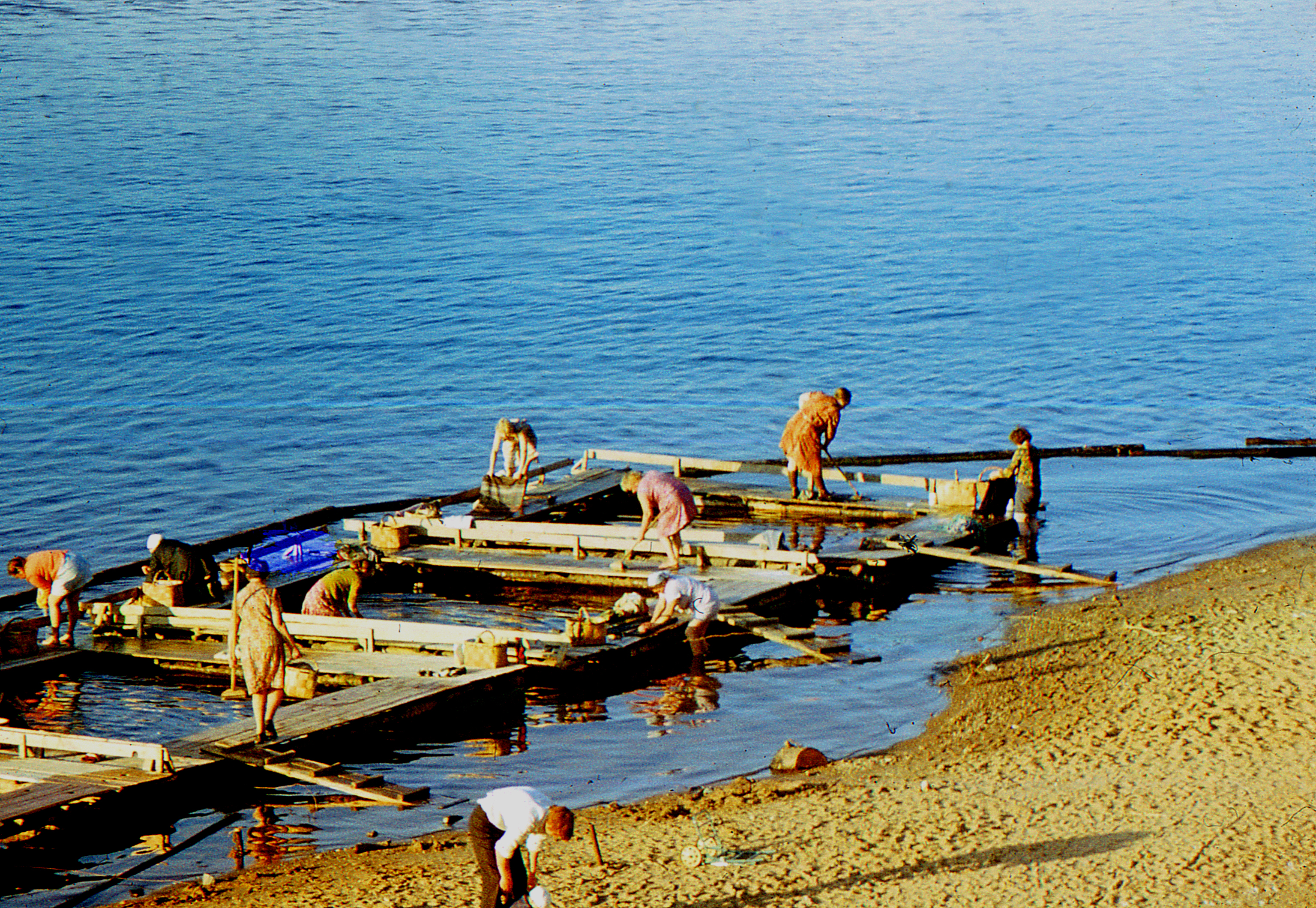
Великий Устюг. Портомойня на пляже

Также, лёгкий доступ к воде и постепенно нарастающая глубина способствуют использованию пляжа для забора воды, водопоя домашних животных, стирки белья и т. п.

### Спорт
Некоторые виды спорта были специально адаптированы для занятия ими на пляже (см. пляжный волейбол, пляжный футбол, пляжный гандбол, также Пляжные Азиатские игры).

## Экологические факторы
Естественным образом сформировавшийся пляж защищает берег от дальнейшего разрушения, ослабляя силу прибойной волны по мере её продвижения по мелководью. В связи с этим добыча гравия или песка на территории пляжа неизбежно приводит к опасности разрушения береговых сооружений и, в частности, набережных при штормах, что имело место, например, в городе Сочи в середине XX века.
Во всех случаях, когда направление волны не перпендикулярно берегу, наблюдается дрейф песчинок или гравия вдоль линии береговой черты. Для сохранения пляжа нередко создаётся система молов, уходящих в море от береговой черты.

## Знаменитые пляжи
- Копакабана (Рио-де-Жанейро, Бразилия)
- Стеклянный пляж (близ города Форт-Брэгг, Калифорния)

## Галерея

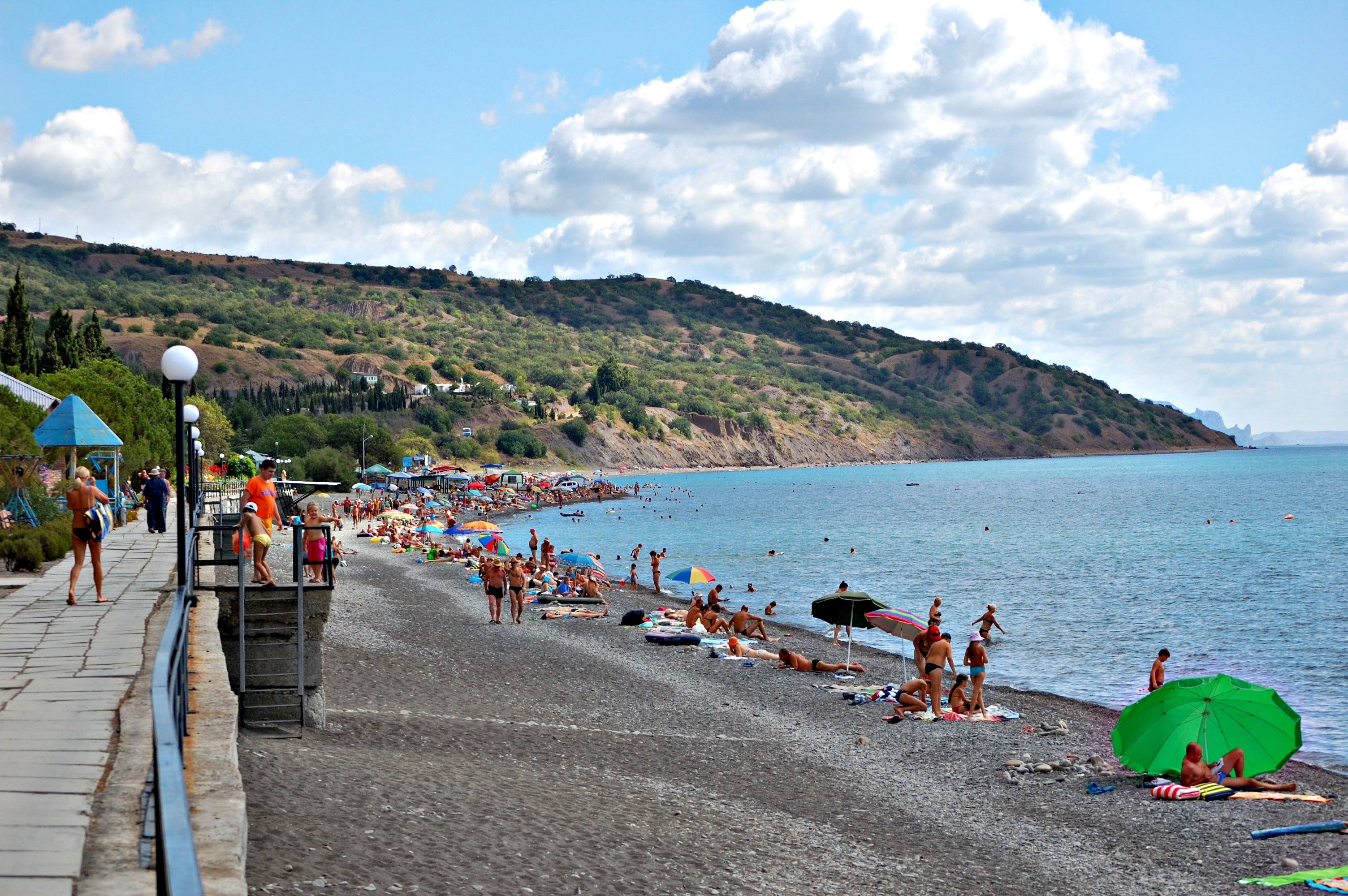
Галечный пляж в Канаке, Крым
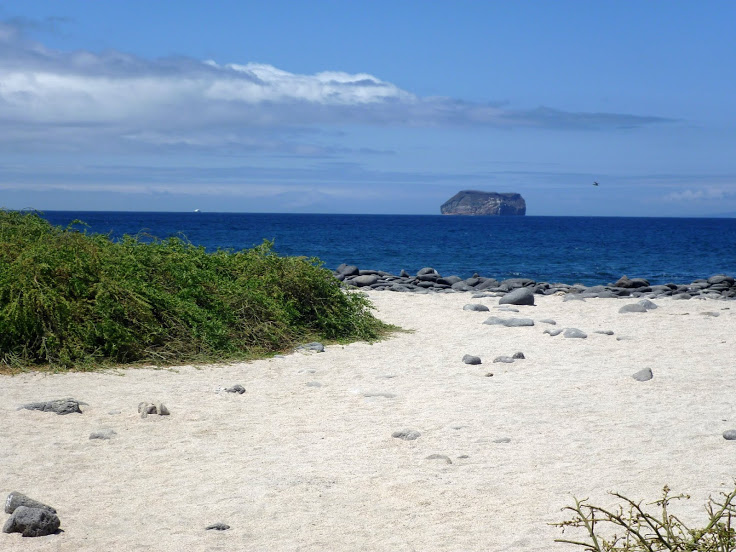
Пляж на острове Сеймур-Норте Галапагосского архипелага
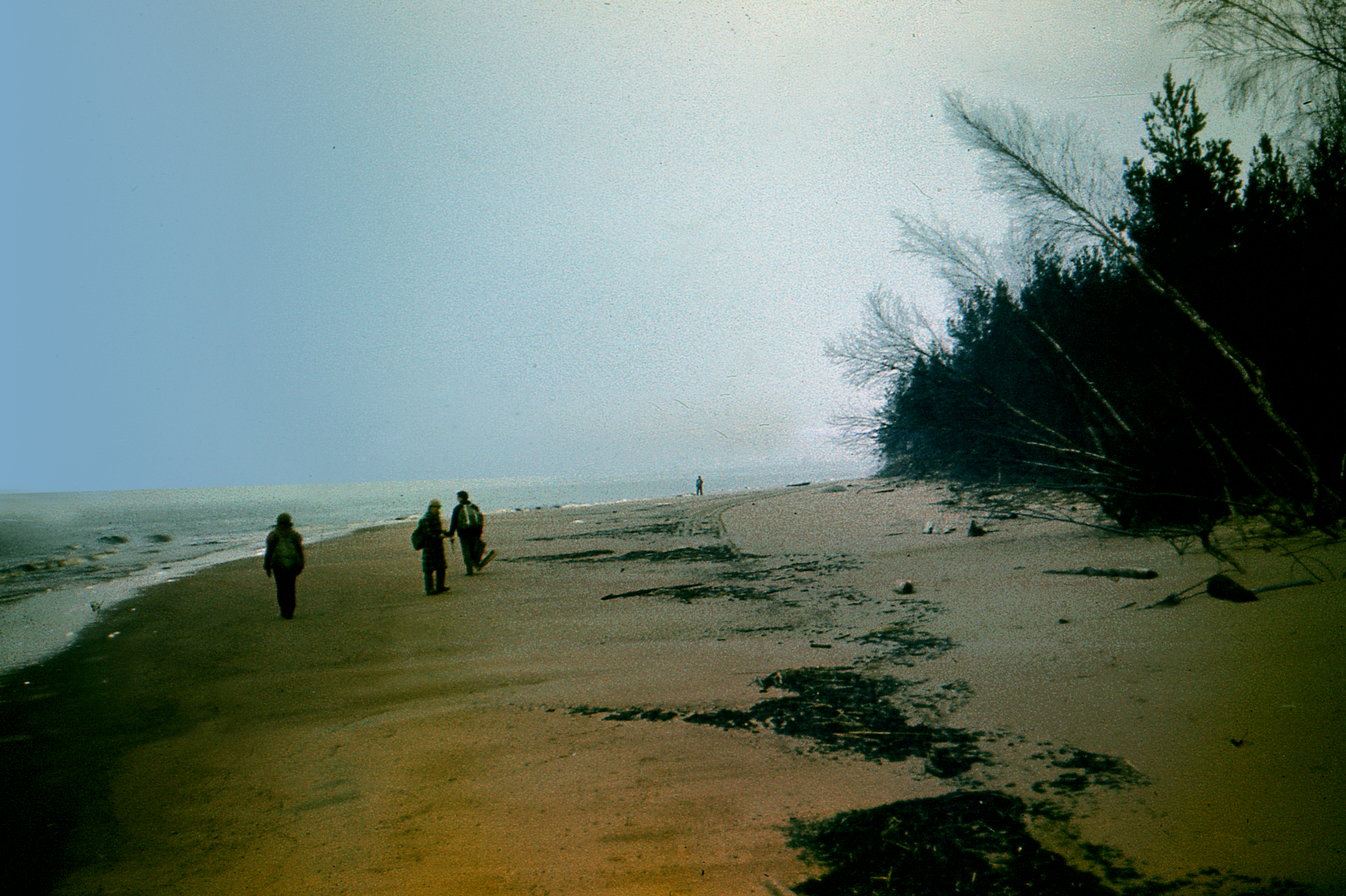
Пляж на восточном берегу Ладожского озера
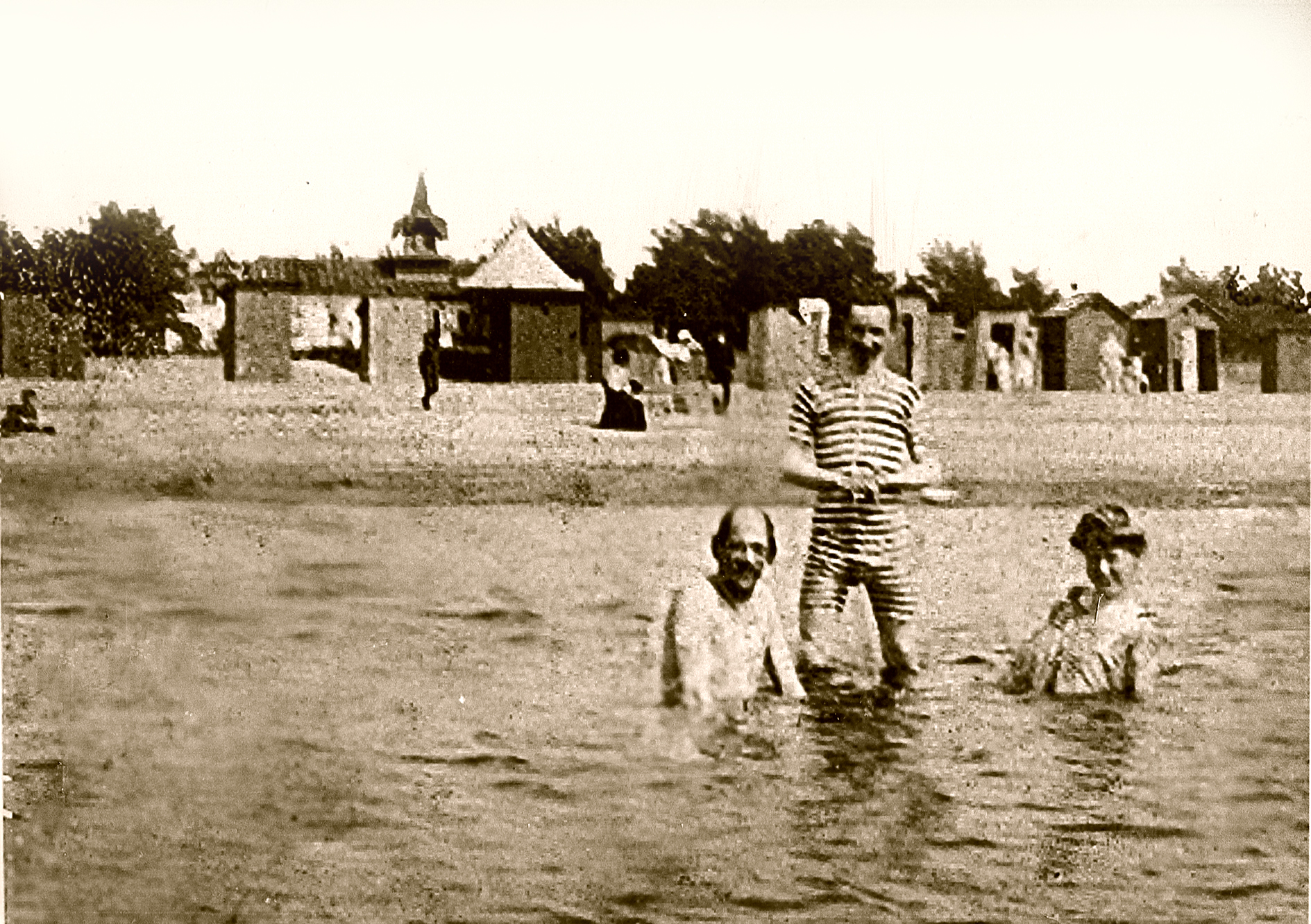
Пляж в Оллила (ныне Солнечное) под Петербургом. 1907 год
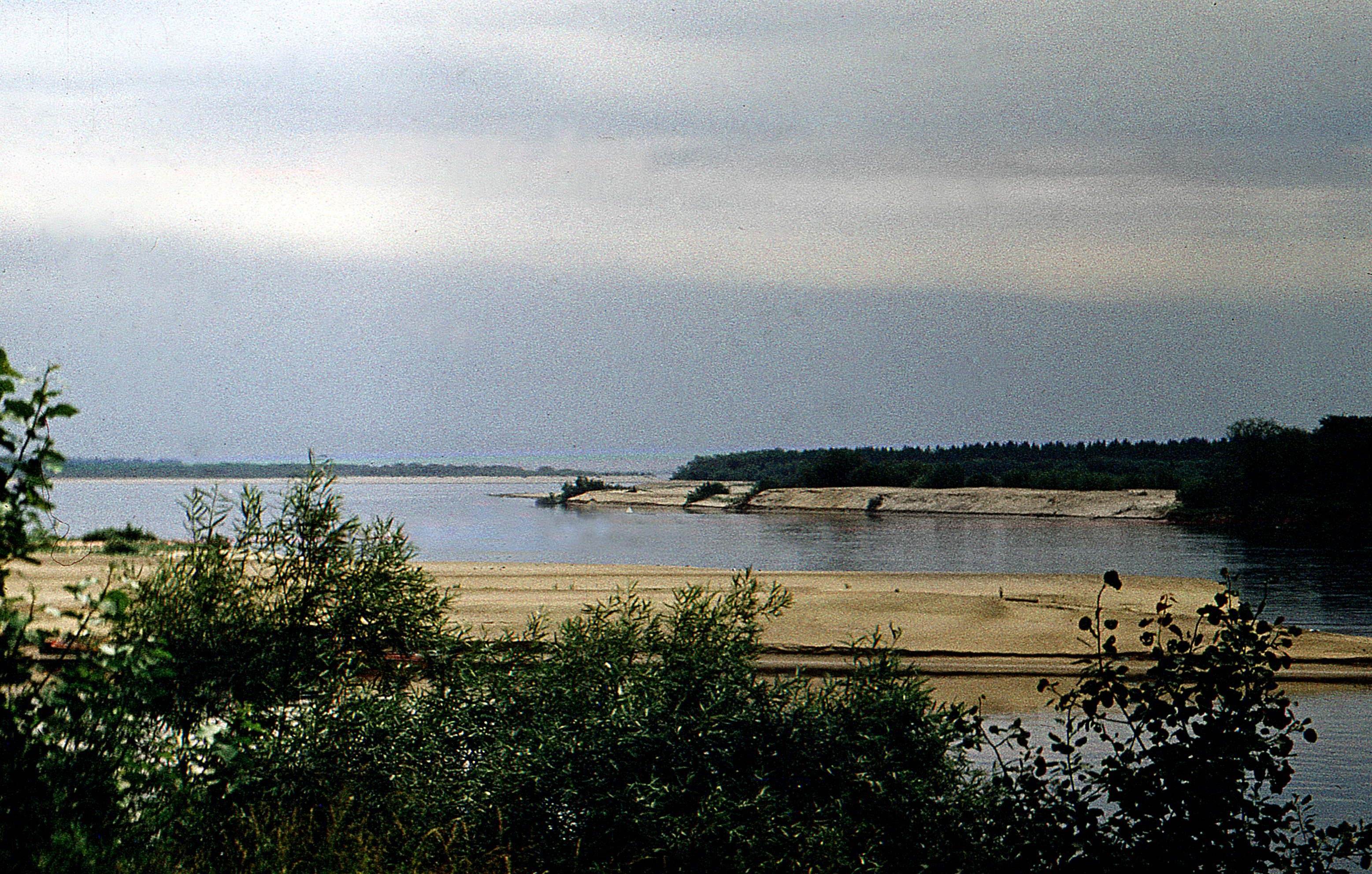
Пляжи Вычегды
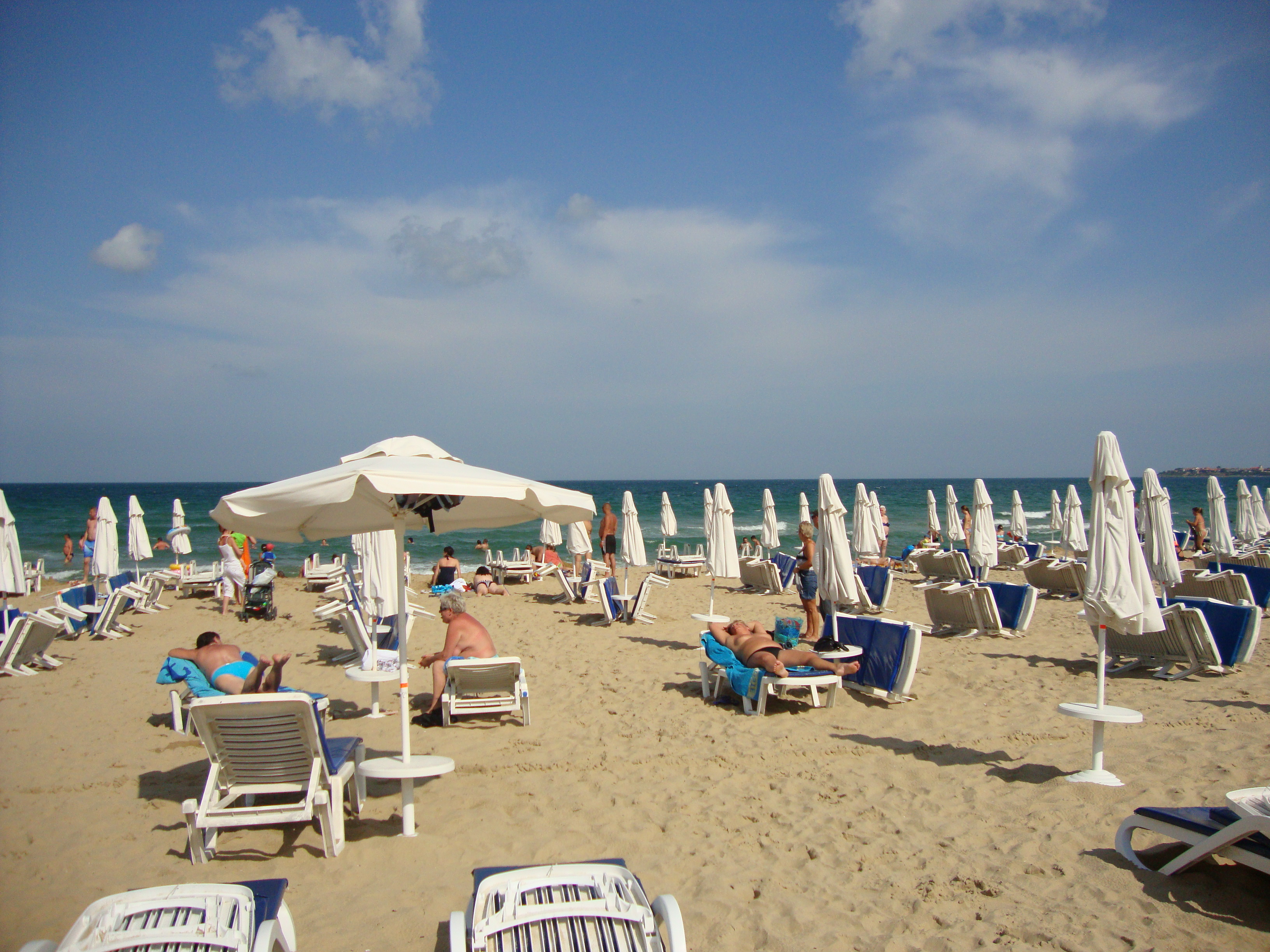
Пляж туристического комплекса «Солнечный берег», Болгария

## Факты
- Пляж «Бонди», расположенный в семи километрах от центра Сиднея и протяженностью всего километр — один из старейших пляжей мира (его история началась 9 июня 1882 года, когда австралийское правительство своим решением постановило превратить побережье Бонди в публичный пляж), и носит звание «самый экстремальный пляж в мире» — в переводе с языка коренных жителей Австралии «бонди» означает «шум грохочущей воды». Подобное его свойство, постоянное наличие высоких волн, привлекает сюда сёрфингистов со всего мира[2].
- Самый длинный в мире пляж находится в Бангладеш — это линия пляжей возле г. Кокс-Базар, общая протяжённость которых достигает 125 км. Пляжи Кокс-Базара являются популярным местом отдыха бангладешцев, но иностранный туризм развит весьма слабо — в первую очередь из-за неразвитой инфраструктуры[3], а также существующих местных религиозных ограничений. В 2009 году эти пляжи вошли в шорт-лист конкурса «Семь новых чудес природы».
- Самый длинный городской пляж в мире — четырёхкилометровый пляж Копакабана (Рио-де-Жанейро, Бразилия)[2].